# 朱氏棒電鰻
朱氏棒電鰻，為輻鰭魚綱電鰻目線鰭電鰻科的其中一種，為熱帶淡水魚，分布於南美洲Maroni河流域，體長可達31.9公分，棲息在底中層水域，生活習性不明。

## 扩展阅读
維基物種上的相關：朱氏棒電鰻